# Tiffany Mason
Tiffany Mason (* 20. ledna 1982, Phoenix, Arizona), vlastním jménem Keesha Mashawn Christenson je americká pornoherečka (2000-2005).

## Ocenění a nominace
| Year | Ceremony   | Result    | Award            |
| ---- | ---------- | --------- | ---------------- |
| 2001 | AVN Award  | Nominated | Best New Starlet |
| 2001 | XRCO Award | Nominated | Cream Dream      |